# 1. Nassauisches Infanterie-Regiment Nr. 87

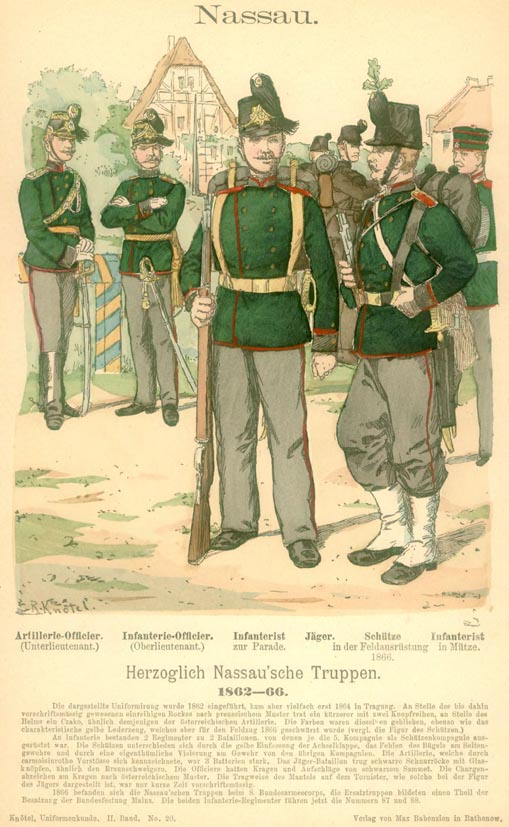
Nassau. Herzoglich Nassau'sche Truppen. Artillerie. Infanterie. 1862–1866

Das 1. Nassauische Infanterie-Regiment Nr. 87 war ein Infanterieverband der Preußischen Armee.

## Geschichte
Vorläufer war das 1. Nassauische Infanterie-Regiment der Nassauischen Armee. Der Wunsch Napoleons nach mehr Soldaten führte am 14. März 1809 zur Bildung des Regiments aus dem 1. Nassauischen Bataillon (Leibbataillon) und dem 4. Nassauischen Bataillon (Musketierbataillon). Jedes Bataillon bestand danach aus je einer Grenadierkompanie, vier Füsilierkompanien und eine Voltigeurkompanie. Grundlage der Dienstgradabzeichen und Ausbildung war das österreichische Reglement. Ab 1809 führte man französische Vorschriften und Dienstgradabzeichen ein. Kommandeur war Oberst August von Pöllnitz (1772–1811).

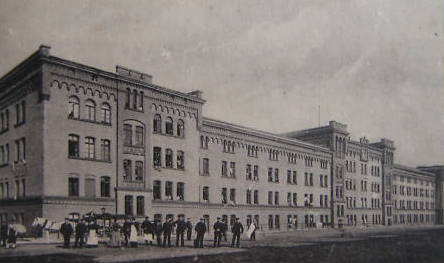
Eisgrub-Kaserne in Mainz

Nach der Annexion des Herzogtums Nassau durch Preußen wurde die Nassauische Armee aufgelöst und das verbliebene Personal am 30. Oktober 1866 als Infanterie-Regiment Nr. 87 in die Preußische Armee übernommen. Zunächst in der Festung Mainz stationiert, belegte es die Eisgrub-Kaserne (Defensionskaserne), Prinz Karl-Kaserne und die Alexanderkaserne. Von 1893 bis 1897 befand sich die Garnison in Hanau und anschließend geschlossen wieder in Mainz in der Eisgrub-Kaserne.

### Koalitionskriege
- 1809: Bei der Besetzung von Wien war das Regiment nicht in Kampfhandlungen verwickelt und stellte lediglich einen Teil der Besatzungstruppen.
- 1810–1813: Kämpfe auf französischer Seite in Spanien. Das Einsatzgebiet des Regiments lag abseits der großen Schlachten in Katalonien. Hohe Verluste gab es bei der Besetzung von Manresa vom 19. März bis 6. April 1810. Nach dem Austritt Nassaus aus dem Rheinbund Ende 1813 waren die Nassauischen Truppen plötzlich Gegner der Franzosen. Diese nahmen das Regiment noch in Spanien gefangen.
- 1815: Teilnahme an der Schlacht bei Waterloo. Obwohl das Regiment in zweiter Linie in der Mitte der Schlachtordnung stand, erlitt es durch feindliches Artilleriefeuer und später durch Kavallerieattacken hohe Verluste. Zwei seiner Kompanien verstärkten die Verteidigung des Gutshofs La Haye Sainte.

### Deutscher Krieg
- 1866 kämpfte das Regiment im Mainfeldzug auf Seiten der süddeutschen Armeen und Österreichs gegen Preußen.

### Expeditionskorps
Sowohl im Boxeraufstand 1900 als auch im Aufstand der Herero und Nama 1904/06 entsandte das Regiment Angehörige.

### Deutsch-Französischer Krieg
Im Deutsch-Französischen Krieg 1870/71 nahm das Regiment an den Kämpfen bei Weißenburg (4. August), Wörth (6. August), Sedan (1. September), sowie der Belagerung von Paris (22. September bis 28. Januar 1871) teil.
Am 31. Dezember 1875 wurden in der Wiesbadener Marktkirche die gemäß A. K. O. vom 2. September 1873 errichteten Gedenktafeln für die im Feldzuge 1870/71 Gefallenen der Regimenter 80, 87 und des Feldartillerie-Regiments Nr. 27 eingeweiht.

### Erster Weltkrieg
Zu Beginn des Ersten Weltkriegs machte das Regiment am 2. August 1914 mobil. Als Teil der 41. Infanterie-Brigade der 21. Division war das Regiment während des gesamten Krieges mit einer kurzen Unterbrechung von Mai bis Oktober 1917 an der Westfront eingesetzt. Zunächst nahm der Verband an den Kämpfen bei Longlier und den Schlachten bei Neufchâteau, an der Maas und an der Marne teil. Nach der Schlacht an der Somme ging das Regiment Anfang Oktober 1914 bei Roye in den Stellungskrieg über. Daran schlossen sich ein Jahr später Stellungskämpfe bei St. Quentin an. Im Januar 1916 war das Regiment dann vor Verdun im Einsatz. Machte bis April hier die verlustreichen Kämpfe mit, kämpfte anschließend an der Aisne und beteiligte sich im September/Oktober an der Schlacht an der Somme. Mitte Dezember kam es wieder vor Verdun nordwestlich Bezonvaux zum Einsatz. Nach weiteren Stellungskämpfen verlegte das Regiment von Mai bis Oktober 1917 an die Ostfront und nahm hier an den Stellungskämpfen zwischen Njemen-Beresina-Krewo-Smorgon-Narotsch teil. Zurück an der Westfront, stand es zunächst in Stellungskämpfen bei Reims und machte 1918 die Abwehrkämpfe an der Schelde mit.

### Verbleib
Da Mainz in der entmilitarisierten Zone lag, stand dieser Standort nach Kriegsende nicht mehr zur Verfügung, und man musste auf die andere Rheinseite ausweichen. Vom 26. bis 27. Dezember 1918 wurde das Regiment dann in Bad Orb auf dem Truppenübungsplatz Wegscheide demobilisiert und schließlich am 1. Mai 1919 aufgelöst.
Aus Teilen wurde im Januar 1919 mit der Aufstellung von Stab und zwei Freiwilligen-Kompanien begonnen, die das III. Freiwilligen-Bataillon des Freikorps „Hessen-Nassau“ bildete. Dieses ging im Juni 1919 als III. Bataillon im Reichswehr-Infanterie-Regiment 22 auf.
Die Tradition übernahm in der Reichswehr durch Erlass des Chefs der Heeresleitung General der Infanterie Hans von Seeckt vom 24. August 1921 die 14. Kompanie des 15. Infanterie-Regiments in Kassel.

## Regimentschef

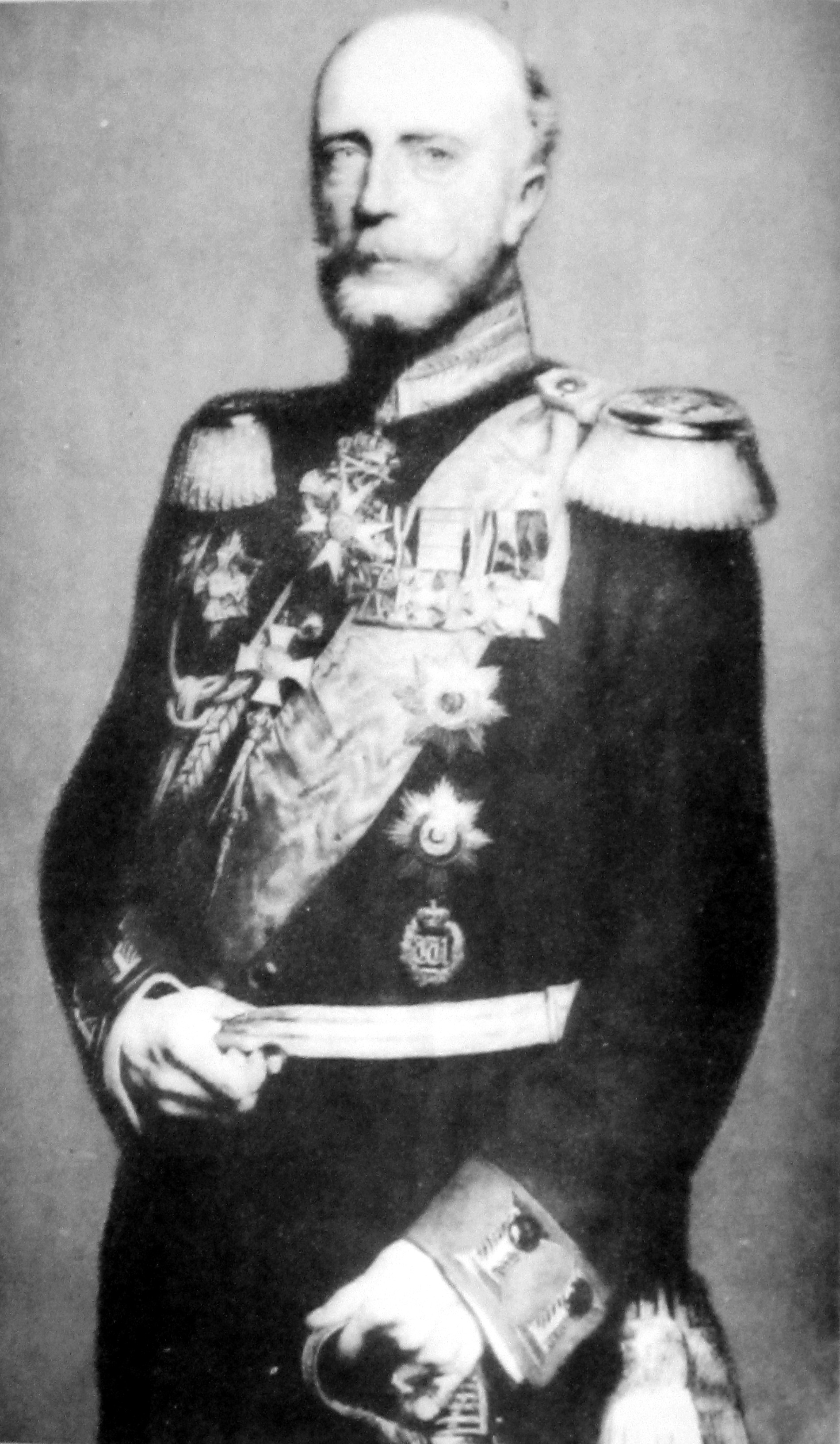
Oskar von Lindequist

Erster und einziger Regimentschef war vom 10. Juni 1913 bis 16. April 1915 der Generaloberst mit dem Rang eines Generalfeldmarschalls Oskar von Lindequist.

## Kommandeure
| Dienstgrad     | Name                        | Datum                                 |
| -------------- | --------------------------- | ------------------------------------- |
| Oberst         | Friedrich Grolman           | 30. Oktober 1866 bis 2. Juni 1871     |
| Oberst         | Hermann Berger              | 20. Juni 1871 bis 28. Februar 1872    |
| Oberst         | Karl Westernhagen           | 01. März 1872 bis 27. Juli 1874       |
| Oberst         | Julius von Hertzberg        | 28. Juli 1874 bis 11. Juni 1880       |
| Oberst         | Julius Karl von Sothen      | 12. Juni 1880 bis 14. April 1885      |
| Oberst         | Wilhelm von Boenigk         | 14. April 1885 bis 3. Dezember 1886   |
| Oberst         | Wilhelm von Weltzien        | 04. Dezember 1886 bis 16. Juni 1889   |
| Oberst         | Eugen von Lessing           | 17. Juni 1889 bis 15. Juli 1891       |
| Oberst         | Leo von Klingspor           | 16. Juli 1891 bis 13. Juli 1895       |
| Oberst         | Ernst Becker                | 14. Juli 1895 bis 14. Juni 1898       |
| Oberst         | Carl Voelker                | 15. Juni 1898 bis 30. September 1901  |
| Oberst         | Viktor Strauß               | 01. Oktober 1901 bis 12. Februar 1906 |
| Oberst         | Hasso von Bredow            | 13. Februar 1906 bis 21. Februar 1910 |
| Oberst         | Karl von Guretzky-Cornitz   | 22. Februar 1910 bis 23. April 1911   |
| Oberst         | Arthur von Gabain           | 24. April 1911 bis 2. Mai 1914        |
| Oberstleutnant | Friedrich Kirnstein         | 03. Mai bis 6. September 1914         |
| Oberstleutnant | Wilhelm Oltmann             | 07. September bis 9. Oktober 1914     |
| Oberst         | Ernst von Harstall          | 10. Oktober 1914 bis 5. März 1916     |
| Oberst         | August von Zepelin          | 06. März bis 12. August 1916          |
| Oberstleutnant | Hans-Magnus von Hoym        | 13. August 1916 bis 31. Dezember 1917 |
| Oberst         | Wilhelm Campbell            | 01. Januar bis 15. März 1918          |
| Oberstleutnant | Kurt Auer von Herrenkirchen | 16. März bis 18. Juni 1918            |
| Oberstleutnant | Henrici                     | 19. Juni bis 4. November 1918         |
| Major          | Paul Weydt                  | 05. November 1918 bis 19. Januar 1919 |
| Oberst         | August Weiz                 | 20. Januar bis 30. April 1919         |

## Abtretungen
Durch das Gesetz zur Heeresvermehrung vom 28. Januar 1896 wurden 33 neue Infanterie-Regimenter aufgestellt. Diese sollten aus den IV. Bataillonen der alten Regimenter gebildet werden. Die neuen Regimenter wurden zunächst zu zwei Bataillonen aufgestellt. Ein Bataillon des Infanterie-Regiments Nr. 166 wurde u. a. aus dem IV. Bataillon des 1. Nassauischen Infanterie-Regiments Nr. 87 zusammengestellt.
Zur Aufstellung anderer Einheiten mussten abgegeben werden:

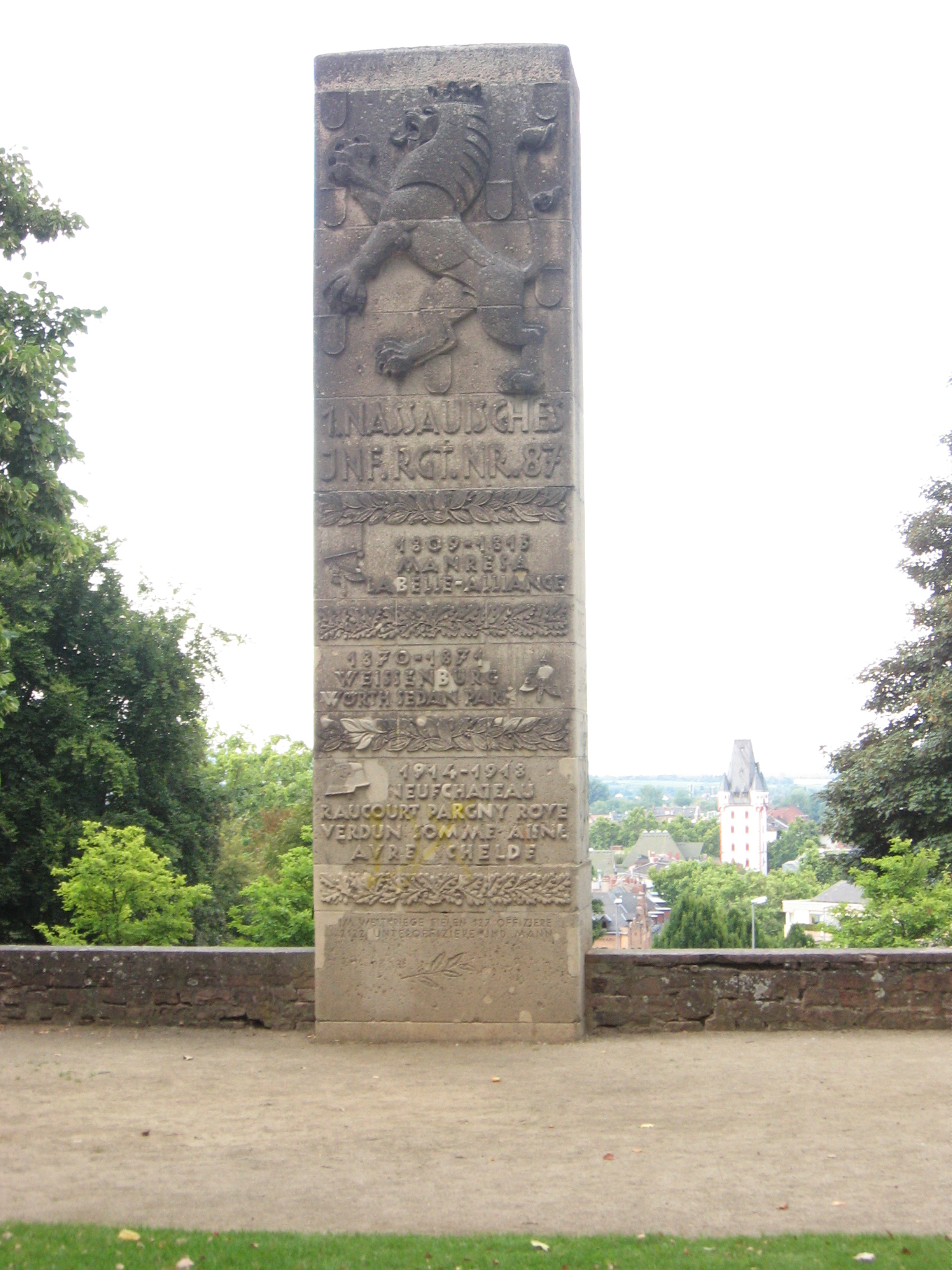
87er Denkmal in Mainz

- am 1. April 1881 – die 10. Kompanie an das Infanterie-Regiment Nr. 97
- am 1. Oktober 1887 – die 4. Kompanie an das Infanterie-Regiment Nr. 143
- am 1. April 1890 – die 5. Kompanie an das Infanterie-Regiment Nr. 145
- am 1. Oktober 1912 – die 4. Kompanie an das Infanterie-Regiment Nr. 166

## Denkmäler
Der Mainzer Architekt Rudolf Schreiner errichtete 1930 gemeinsam mit dem Bildhauer Peter Dienstdorf ein 7,20 m hohes Denkmal an der Spitzkehre zwischen Windmühlenstraße und Eisgrubweg in Mainz. Die Inschriften verweisen auf die Einsätze:
- 1809–1815: Manresa, La Belle-Alliance
- 1870–1871: Weissenburg, Wörth, Sedan, Paris
- 1914–1918: Neufchâteau, Raucourt, Pargny, Roye, Verdun, Somme, Aisne, Avre, Schelde

In den Wiesbadener Nerotalanlagen erinnert ein Kriegerdenkmal an die im Deutsch-Französischen Krieg 1870/71 gefallenen Soldaten der Infanterie-Regimenter Nr. 87 und Nr. 88 und mahnt zum Frieden. Es starben während dieses Krieges 24 Offiziere, 35 Unteroffiziere und 364 Soldaten aus Hessen-Nassau. Das nach den Entwürfen des Berliner Architekten Karl Krause und des Bildhauers Franz Prietel erbaute Denkmal wurde im Mai 1909 eingeweiht.